# Club Atlético de Madrid 2017-2018
Questa voce raccoglie le informazioni riguardanti il Club Atlético de Madrid nelle competizioni ufficiali della stagione 2017-2018.

## Stagione
La stagione 2017-2018 vede l'81ª partecipazione alla massima divisione spagnola e la 16ª di fila per l'Atlético Madrid, che conferma il tecnico argentino Diego Simeone, secondo allenatore con più panchine in Liga nella storia dei rojiblancos. La squadra di Madrid, dopo aver terminato al terzo posto il campionato precedente si qualifica direttamente alla fase a gironi della Champions League. Il precampionato si conclude con la squadra che esce imbattuta da tutte le partite; il primo impegno ufficiale dei Colchoneros è il 20 agosto, allo stadio Montilivi, contro il neopromosso Girona (2-2), mentre l'esordio al Wanda Metropolitano avviene alla quarta giornata contro il Malaga e vede la vittoria per 1-0 dei padroni di casa.
Il 24 agosto a Montecarlo ha luogo il sorteggio dei gironi di Champions League che vede impegnati i Colchoneros nel girone C con i campioni d'Inghilterra del Chelsea, i vicecampioni d'Italia della Roma e i campioni azeri del Qarabağ. Due giorni dopo arriva la prima vittoria in Liga grazie al 5-1 esterno rifilato al Las Palmas. L'esordio in Champions, all'Olimpico di Roma, finisce a reti inviolate. Il 27 settembre arriva la prima sconfitta stagionale, nonché interna al Metropolitano, contro il Chelsea (1-2) con un gol segnato oltre il recupero. I Colchoneros perdono così l'imbattibilità casalinga in Europa dopo 11 gare.

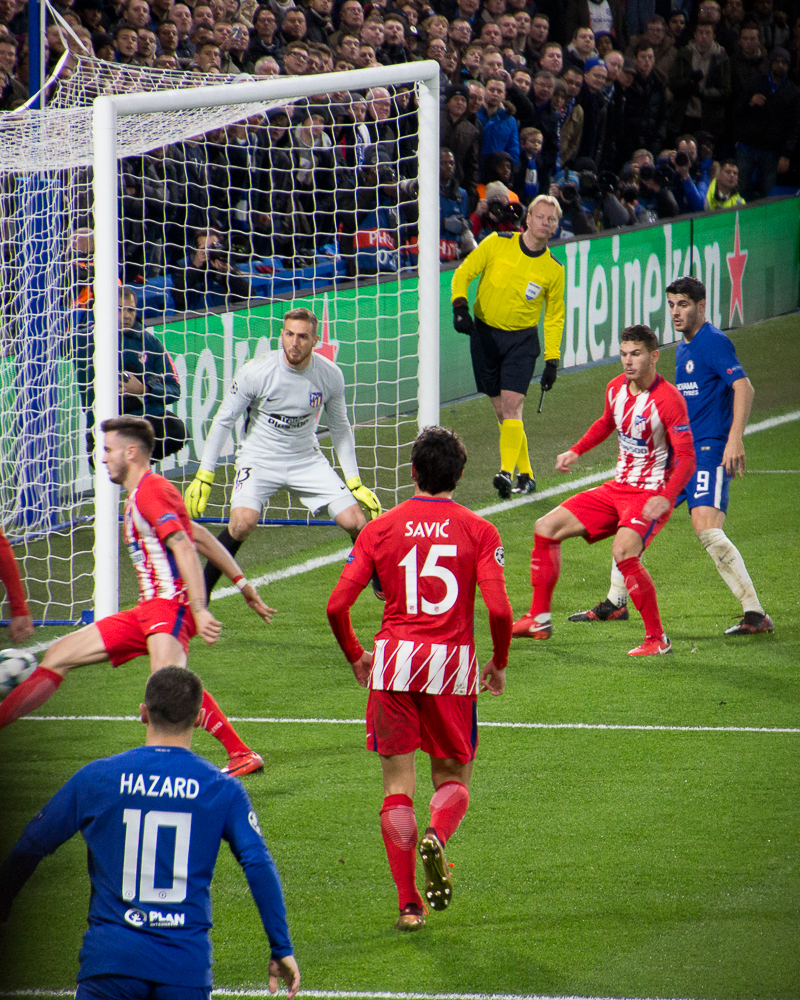
Azione di gioco durante Chelsea-Atlético Madrid (1-1)

Il 18 novembre si conclude a reti inviolate il primo derby col Real Madrid disputato al Wanda Metropolitano. Alla 5ª giornata della fase a gironi di Champions League arriva la prima vittoria in Europa, grazie al 2-0 casalingo rifilato alla Roma. Grazie alla vittoria per 5-0 contro il Levante del 25 novembre, la squadra di Simeone coglie il tredicesimo risultato utile consecutivo dall'inizio della Liga e supera il precedente record risalente alla stagione 1995-96.
Il 29 novembre l'Atlético supera il turno di Copa del Rey, battendo l'Elche con il risultato complessivo di 4-1, e approda agli ottavi di finale. Il 5 dicembre, in virtù del pareggio per 1-1 ottenuto allo Stamford Bridge contro il Chelsea, l'Atlético Madrid termina terzo nel girone di Champions League e accede così alla fase finale di Europa League. Tale risultato non si verificava dalla stagione 2009-10. Il 10 dicembre, grazie alla vittoria per 1-0 ottenuta sul campo del Real Betis, l'Atlético consegue la 400ª vittoria esterna in Primera División e raggiunge quota 19 risultati utili consecutivi, ossia la migliore striscia positiva della propria storia.
Il 22 dicembre arriva la prima sconfitta in Liga, per 1-0 in casa dell'Espanyol, dopo venti risultati utili consecutivi. Il 2018 dell'Atlético Madrid si apre con la vittoria complessiva per 7-0 ai danni del Lleida in Coppa del Re e il conseguente passaggio ai quarti di finale. Il 13 gennaio si conclude il girone di andata del campionato, con la vittoria per 1-0 in casa dell'Eibar e con il record eguagliato di soli 8 gol subiti.
Il 23 gennaio in virtù della sconfitta complessiva per 5-2 inflitta dal Siviglia, i Colchoneros vengono eliminati dalla coppa nazionale. Il 22 febbraio l'Atlético Madrid approda agli ottavi di finale di Europa League, grazie alla vittoria complessiva per 5-1 contro i danesi del Copenaghen. Il 28 febbraio in occasione della vittoria interna per 4-0 contro il Leganés l'attaccante Antoine Griezmann diventa il primo calciatore francese a segnare quattro gol nella stessa partita in Liga, e allo stesso tempo raggiunge e supera quota 100 reti con la maglia dell'Atlético Madrid.

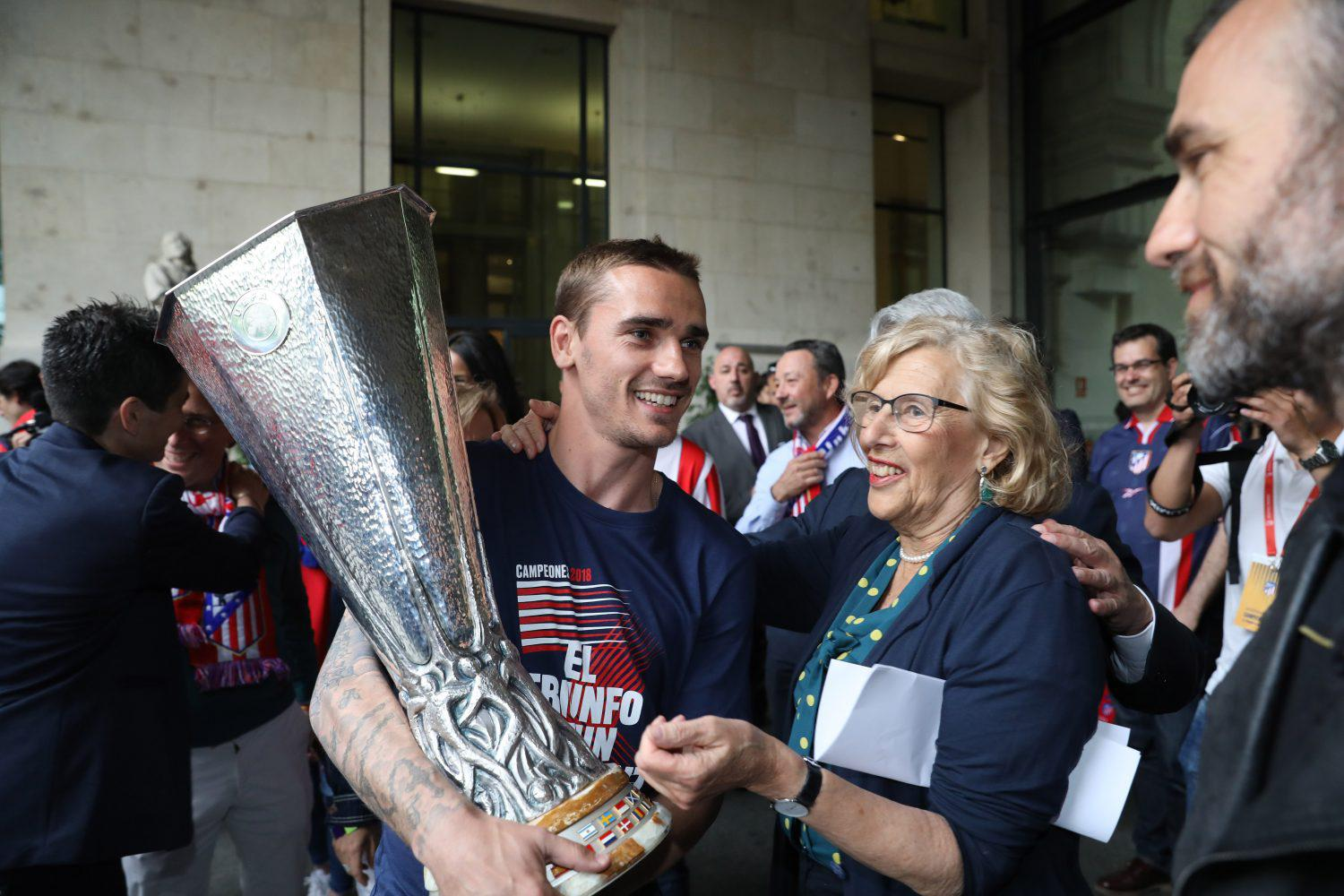
Griezmann posa con la UEFA Europa League vinta dall'Atlético

Il 15 marzo in seguito alla vittoria complessiva per 8-1 contro la Lokomotiv Mosca la squadra di Simeone raggiunge i quarti di finale di Europa League. L'8 aprile si conclude ancora in parità il derbi madrileño col Real Madrid (1-1). Il 12 aprile l'Atlético supera con un risultato totale di 2-1 i portoghesi dello Sporting Lisbona e raggiunge le semifinali di Europa League.
Il 26 aprile, in occasione del 115º anniversario del club, i Colchoneros affrontano per la prima volta nella loro storia l'Arsenal di Arsène Wenger, nell'andata della semifinale di Europa League, terminando l'incontro 1-1 con un gol nei minuti finali di Antoine Griezmann che diventa così il miglior realizzatore in assoluto con la maglia dell'Atlético nelle competizioni calcistiche europee. Il 3 maggio grazie alla rete nei minuti di recupero del primo tempo di Diego Costa, l'Atlético supera i Gunners nel retour match e accede alla finale di Europa League.
Il 6 maggio l'Atlético Madrid subisce la prima sconfitta interna in Liga, perdendo 0-2 contro l'Espanyol. Il 16 maggio al Parc Olympique Lyonnais di Décines-Charpieu i Colchoneros conquistano la terza Europa League della loro storia, battendo in finale l'Olympique Marsiglia per 3-0. Il 20 maggio si chiude la stagione dell'Atlético con il secondo posto in campionato (non accadeva dalla stagione 1990-91) e con l'addio di Fernando Torres che nell'occasione indossa la fascia di capitano e realizza una doppietta.

## Maglie e sponsor
Lo sponsor tecnico per la stagione 2017-2018 è per il 17º anno consecutivo Nike. Lo sponsor ufficiale è per la terza stagione consecutiva Plus500.

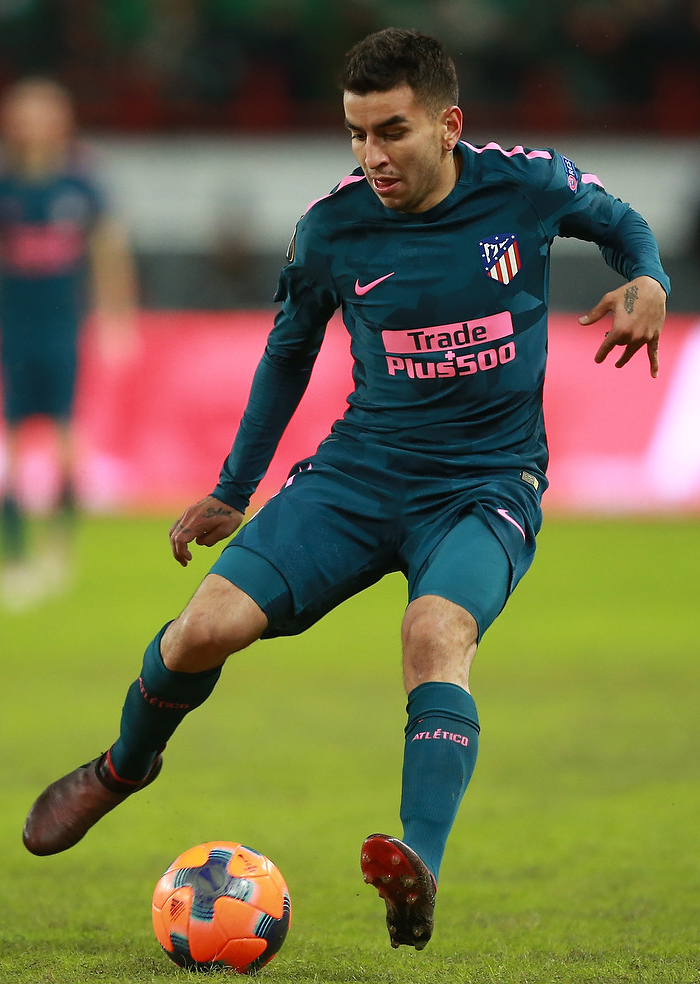
Ángel Correa con indosso la terza maglia

Con il cambio dello stemma e dello stadio, anche la nuova prima maglia subisce un restyling. Rispetto all'anno precedente mantiene le tre strisce larghe, ma con un rosso meno intenso, e spiccano i graffi diagonali come se fossero stati fatti dagli artigli di un orso, animale simbolo di Madrid. La maglia, senza colletto, presenta intorno al collo un bordo azzurro nel quale si può vedere la bandiera della Spagna. Lateralmente è percorsa da una striscia azzurra che arriva fino al fianco. Le spalle e le maniche sono rosse per contrastare con il resto della maglietta. I pantaloncini sono blu, con una striscia rossa, mentre i calzettoni rossi con la scritta Atlético sotto il simbolo Nike. La seconda maglia, invece, ricorda quella della stagione 2013-2014. Essa presenta una livrea completamente gialla senza colletto, ma sempre con bordo blu marino. Ai lati una striscia blu marino percorre la maglia fino al fianco. I pantaloncini sono azzurri mentre i calzettoni gialli con le stampe blu marino. La terza maglia propone un'affascinante combinazione di verde scuro e rosa brillante. Il verde è a macchie con differenti tonalità, mentre il rosa è presente sulla riga che ricopre le spalle e le braccia, nonché sul simbolo della Nike e sullo sponsor ufficiale. Sulla schiena i nomi e in numeri sono in rosa, mentre la scritta Atlético, in stampatello maiuscolo, è in una tonalità più chiara di verde. Righe rosa percorrono lateralmente i pantaloncini e la parola Atlético sui calzettoni è sempre in rosa. Il design, grazie alla tecnologia AeroSwift della Nike, è pensato alla velocità e alla comodità. La linea delle divise da allenamento riprende gli stessi colori. Le maglie del portiere sono senza colletto e totalmente monocromo (nero, verde o argento). Il tema varia sulle spalle e le braccia, con una diminuzione di intensità di colore e delle striature bianche all'interno. Per quanto riguarda la argento, essa presenta le maniche e le spalle dello stesso colore, ma le striature sono grigie. Dai calzettoni scompare la scritta Atlético.
| Casa |  | Trasferta |  | Terza maglia |  | Casa alt. | Trasferta alt. |

## Organigramma societario
Dal sito internet ufficiale della società.
Area direttiva
- Presidente: Enrique Cerezo

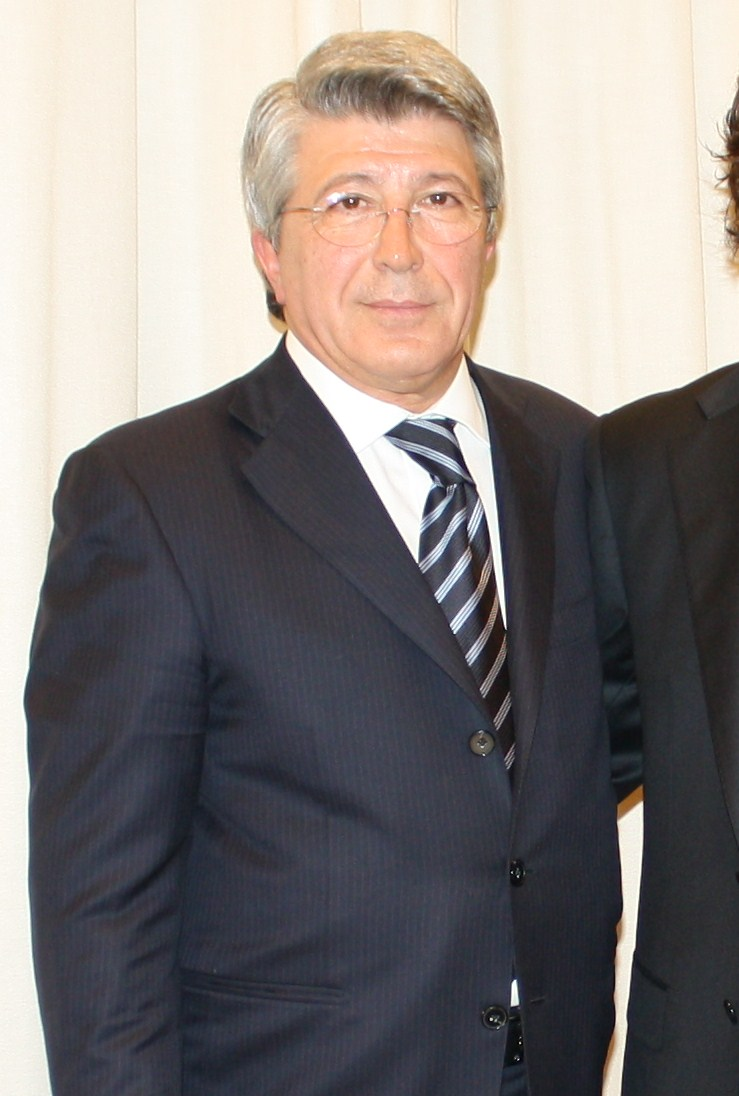
Il presidente Enrique Cerezo, in carica dal 2003

- Amministratore delegato: Miguel Ángel Gil Marín
- Vicepresidente area sociale: Lázaro Albarracín Martínez
- Vicepresidente area commerciale: Antonio Alonso Sanz
- Consiglieri: Severiano Gil y Gil, Óscar Gil Marín, Clemente Villaverde Huelga, Yang Hengming
- Segretario del consiglio: Pablo Jiménez de Parga
- Assessori del consiglio amministrativo: Peter Kenyon, Ignacio Aguillo
- Assessori legali: José Manuel Díaz, Despacho Jiménez de Parga

Area organizzativa
- Direttore finanziario: Mario Aragón Santurde
- Direttore esecutivo: Clemente Villaverde Huelga
- Direttore sportivo: José Luis Pérez Caminero
- Direttore tecnico: Andrea Berta

Area marketing
- Direttore area marketing: Javier Martínez
- Direttore commerciale: Guillermo Moraleda
- Direttore delle risorse: Fernando Fariza Requejo

Area infrastrutturale
- Direttore dei servizi generali e delle infrastrutture: Javier Prieto

Area controllo
- Direttore di controllo: José Manuel Díaz Pérez

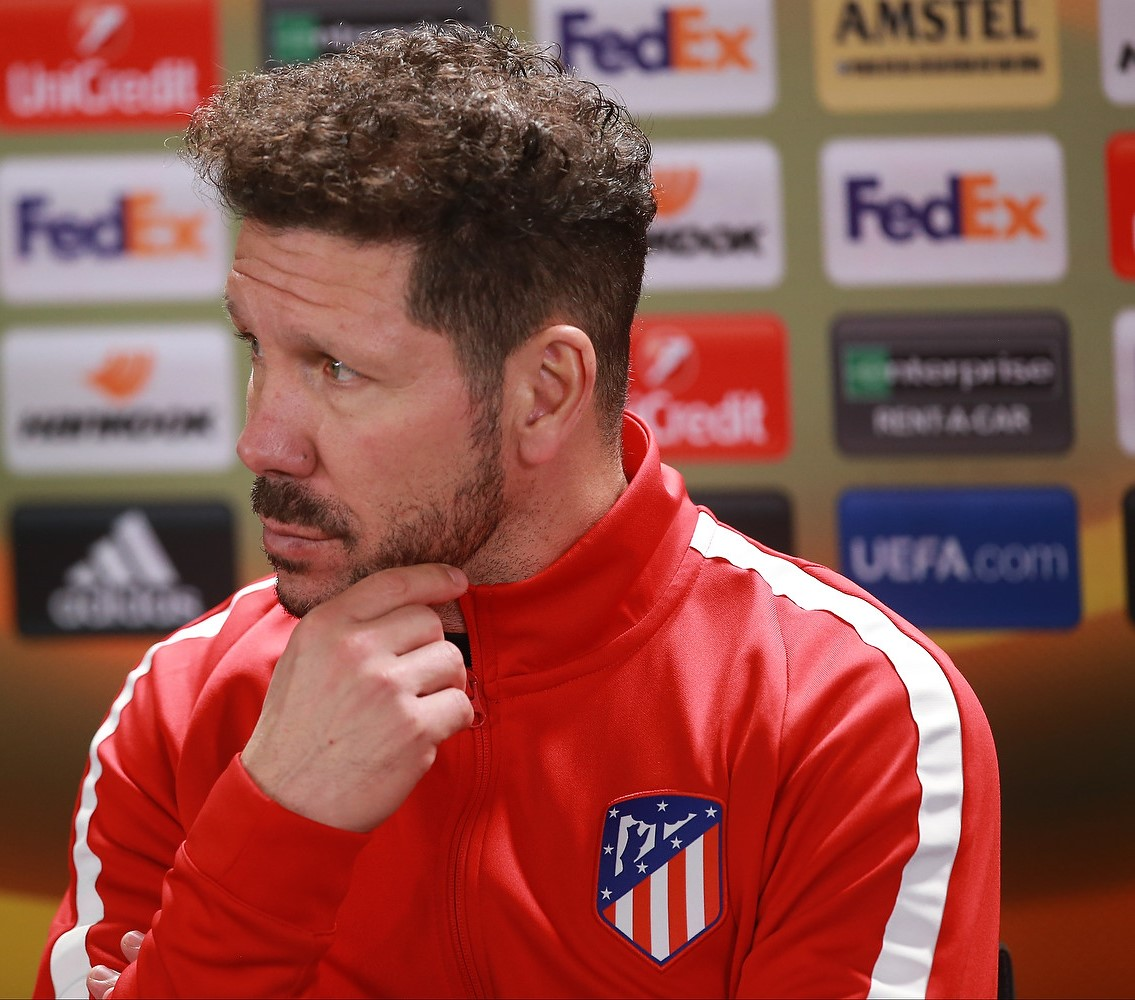
L'allenatore Diego Pablo Simeone alla settima stagione sulla panchina

Area sviluppo giovanile e internazionale
- Direttore del settore giovanile e dello sviluppo internazionale: Emilio Gutiérrez Boullosa
- Direttore sportivo del settore giovanile: Carlos Aguilera
- Direttore tecnico del settore giovanile: Miguel Ángel Ruiz
- Capo talent scout: Luis Rodríguez Ardila

Area comunicazione
- Direttore della comunicazione e area digitale: Rafael Alique

Area tecnica
- Allenatore: Diego Simeone
- Allenatore in seconda: Germán Burgos
- Preparatori atletici: Óscar Ortega, Carlos Menéndez, Iván Rafael Díaz Infante, Tiago Mendes[55]
- Preparatore dei portieri: Pablo Vercellone
- Allenatore in terza: Juan Vizcaíno
- Delegato: Pedro Pablo Matesanz

Area sanitaria
- Responsabile: José María Villalón
- Medico: Óscar Luis Celada
- Infermiere: Gorka de Abajo
- Fisioterapisti: Esteban Arévalo, David Loras, Jesús Vázquez, Felipe Iglesias Arroyo, Iván Ortega
- Massaggiatore: Daniel Castro, Óscar Pitillas

Area ausiliare
- Magazzinieri: Cristian Bautista, Dimcho Pilichev, Mario Serrano, Fernando Sánchez Ramírez

## Rosa

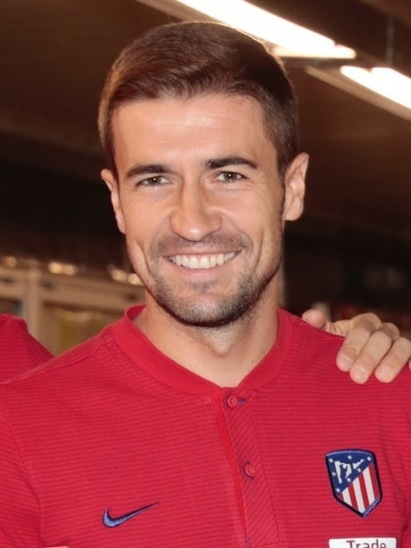
Gabi, capitano dell'Atlético Madrid, alla sua undicesima stagione

La rosa e la numerazione sono tratte dal sito ufficiale dell'Atlético Madrid.
| N. |                      | Ruolo | Calciatore                 |
| -- | -------------------- | ----- | -------------------------- |
| 1  | Spagna (bandiera)    | P     | Miguel Ángel Moyà          |
| 2  | Uruguay (bandiera)   | D     | Diego Godín (vicecapitano) |
| 3  | Brasile (bandiera)   | D     | Filipe Luís                |
| 5  | Ghana (bandiera)     | C     | Thomas Teye Partey         |
| 6  | Spagna (bandiera)    | C     | Koke                       |
| 7  | Francia (bandiera)   | A     | Antoine Griezmann          |
| 8  | Spagna (bandiera)    | C     | Saúl Ñíguez                |
| 9  | Spagna (bandiera)    | A     | Fernando Torres            |
| 10 | Belgio (bandiera)    | C     | Yannick Carrasco           |
| 11 | Argentina (bandiera) | A     | Ángel Correa               |
| 12 | Argentina (bandiera) | C     | Augusto Fernández          |
| 13 | Slovenia (bandiera)  | P     | Jan Oblak                  |

| N. |                       | Ruolo | Calciatore      |
| -- | --------------------- | ----- | --------------- |
| 14 | Spagna (bandiera)     | C     | Gabi (capitano) |
| 15 | Montenegro (bandiera) | D     | Stefan Savić    |
| 16 | Croazia (bandiera)    | D     | Šime Vrsaljko   |
| 17 | Argentina (bandiera)  | A     | Luciano Vietto  |
| 18 | Spagna (bandiera)     | A     | Diego Costa     |
| 19 | Francia (bandiera)    | D     | Lucas Hernández |
| 20 | Spagna (bandiera)     | D     | Juanfran        |
| 21 | Francia (bandiera)    | A     | Kevin Gameiro   |
| 22 | Argentina (bandiera)  | C     | Nicolás Gaitán  |
| 23 | Spagna (bandiera)     | C     | Vitolo          |
| 24 | Uruguay (bandiera)    | D     | José Giménez    |
| 25 | Argentina (bandiera)  | P     | Axel Werner     |

## Calciomercato
A causa del blocco del mercato che obbliga il club colchonero a non poter tesserare giocatori fino a gennaio 2018, l'unico calciatore acquistato è l'ala Vitolo dal Siviglia, che viene girato in prestito fino a dicembre al Las Palmas. In uscita il club risolve il contratto con Alessio Cerci e rinuncia a Theo Hernández per il quale il Real Madrid paga l'intera clausola rescissoria. Il 26 settembre 2017 la società ufficializza il ritorno in rojiblanco dell'attaccante Diego Costa, dopo tre stagioni in Premier League col Chelsea. A mercato invernale concluso si trasferiscono in Super League anche Yannick Carrasco e Nicolás Gaitán.

### Sessione estiva(dal 1º luglio al 1º settembre)
| Acquisti         | Acquisti            | Acquisti          | Acquisti                  |
| R.               | Nome                | da                | Modalità                  |
| ---------------- | ------------------- | ----------------- | ------------------------- |
| C                | Vitolo              | Siviglia          | definitivo (36 milioni €) |
| A                | Luciano Vietto      | Siviglia          | fine prestito             |
| Altre operazioni |                     |                   |                           |
| R.               | Nome                | da                | Modalità                  |
| P                | Axel Werner         | Boca Juniors      | fine prestito             |
| D                | Theo Hernández      | Alavés            | fine prestito             |
| D                | Javier Manquillo    | Sunderland        | fine prestito             |
| D                | Guilherme Siqueira  | Valencia          | fine prestito             |
| D                | Emiliano Velázquez  | Braga             | fine prestito             |
| C                | Diogo Jota          | Porto             | fine prestito             |
| C                | Matías Kranevitter  | Siviglia          | fine prestito             |
| C                | Bernard Mensah      | Vitória Guimarães | fine prestito             |
| C                | Amath Ndiaye        | Tenerife          | fine prestito             |
| A                | Rafael Santos Borré | Villarreal        | fine prestito             |

| Cessioni         | Cessioni            | Cessioni              | Cessioni                  |
| R.               | Nome                | a                     | Modalità                  |
| ---------------- | ------------------- | --------------------- | ------------------------- |
| D                | Theo Hernández      | Real Madrid           | definitivo (30 milioni €) |
| D                | Javier Manquillo    | Newcastle Utd         | definitivo (5 milioni €)  |
| C                | Alessio Cerci       | Verona                | gratuito                  |
| C                | Matías Kranevitter  | Zenit San Pietroburgo | definitivo (8 milioni €)  |
| C                | Tiago Mendes        |                       | ritirato                  |
| A                | Rafael Santos Borré | River Plate           | definitivo (3 milioni €)  |
| Altre operazioni |                     |                       |                           |
| R.               | Nome                | a                     | Modalità                  |
| P                | André Moreira       | Braga                 | prestito                  |
| D                | Guilherme Siqueira  |                       | svincolato                |
| D                | Emiliano Velázquez  | Getafe                | prestito                  |
| C                | Diogo Jota          | Wolverhampton         | prestito                  |
| C                | Bernard Mensah      | Kasımpaşa             | prestito                  |
| C                | Amath Ndiaye        | Getafe                | definitivo (3 milioni €)  |
| C                | Vitolo              | Las Palmas            | prestito                  |

### Sessione invernale(dal 1º al 31 gennaio)
| Acquisti         | Acquisti      | Acquisti   | Acquisti                  |
| R.               | Nome          | da         | Modalità                  |
| ---------------- | ------------- | ---------- | ------------------------- |
| C                | Vitolo        | Las Palmas | fine prestito             |
| A                | Diego Costa   | Chelsea    | definitivo (66 milioni €) |
| Altre operazioni |               |            |                           |
| R.               | Nome          | da         | Modalità                  |
| P                | André Moreira | Braga      | fine prestito             |

| Cessioni         | Cessioni          | Cessioni      | Cessioni                   |
| R.               | Nome              | a             | Modalità                   |
| ---------------- | ----------------- | ------------- | -------------------------- |
| C                | Augusto Fernández | Beijing Renhe | definitivo (4,5 milioni €) |
| A                | Luciano Vietto    | Valencia      | prestito                   |
| Altre operazioni |                   |               |                            |
| R.               | Nome              | a             | Modalità                   |
| P                | André Moreira     | Belenenses    | prestito                   |

#### Trasferimenti successivi alla sessione invernale
| Acquisti | Acquisti | Acquisti | Acquisti |
| R.       | Nome     | da       | Modalità |
| -------- | -------- | -------- | -------- |

| Cessioni | Cessioni          | Cessioni      | Cessioni                    |
| R.       | Nome              | da            | Modalità                    |
| -------- | ----------------- | ------------- | --------------------------- |
| P        | Miguel Ángel Moyà | Real Sociedad | gratuito                    |
| C        | Yannick Carrasco  | Dalian Yifang | definitivo (30 milioni €)   |
| C        | Nicolás Gaitán    | Dalian Yifang | definitivo (5,75 milioni €) |

## Risultati

### Primera División

#### Girone di andata
| Arbitro: | Martínez Munuera |

|                 |           |                             |
| Stuani 22’, 25’ | Marcatori | 78’ Correa 85’ J.M. Giménez |

| Arbitro: | Iglesias Villanueva |

|             |           |                                                |
| Calleri 58’ | Marcatori | 3’ Correa 5’ Carrasco 62’, 75’ Koke 88’ Thomas |

| Valencia 9 settembre 2017, ore 16:15 CEST 3ª giornata | Valencia          | 0 – 0 referto | Atlético Madrid | Mestalla (43 859 spett.)\| Arbitro: \| González González \| |
| Arbitro:                                              | González González |               |                 |                                                             |

| Arbitro: | Sánchez Martínez |

|               |           |  |
| Griezmann 61’ | Marcatori |  |

| Arbitro: | Estrada Fernández |

|                   |           |                         |
| Raúl García 90+2’ | Marcatori | 55’ Correa 73’ Carrasco |

| Arbitro: | Martínez Munuera |

|                            |           |  |
| Carrasco 46’ Griezmann 69’ | Marcatori |  |

| Leganés 30 settembre 2017, ore 20:45 CEST 7ª giornata | Leganés     | 0 – 0 referto | Atlético Madrid | Municipal de Butarque (11 454 spett.)\| Arbitro: \| Gil Manzano \| |
| Arbitro:                                              | Gil Manzano |               |                 |                                                                    |

| Arbitro: | Mateu Lahoz |

|          |           |            |
| Saúl 21’ | Marcatori | 82’ Suárez |

| Arbitro: | Munuera Montero |

|  |           |             |
|  | Marcatori | 28’ Gameiro |

| Arbitro: | Undiano Mallenco |

|            |           |           |
| Correa 61’ | Marcatori | 81’ Bacca |

| Arbitro: | Álvarez Izquierdo |

|  |           |              |
|  | Marcatori | 90+1’ Thomas |

| Madrid 18 novembre 2017, ore 20:45 CET 12ª giornata | Atlético Madrid    | 0 – 0 referto | Real Madrid | Wanda Metropolitano (66 591 spett.)\| Arbitro: \| Fernández Borbalán \| |
| Arbitro:                                            | Fernández Borbalán |               |             |                                                                         |

| Arbitro: | Trujillo Suárez |

|  |           |                                                     |
|  | Marcatori | 5’ (aut.) Róber 29’, 59’ Gameiro 65’, 68’ Griezmann |

| Arbitro: | Jaime Latre |

|                               |           |                    |
| Filipe Luís 63’ Griezmann 88’ | Marcatori | 29’ (rig.) Willian |

| Arbitro: | Hernández Hernández |

|  |           |          |
|  | Marcatori | 29’ Saúl |

| Arbitro: | Gil Manzano |

|               |           |  |
| F. Torres 74’ | Marcatori |  |

| Arbitro: | Melero López |

|            |           |  |
| García 88’ | Marcatori |  |

| Arbitro: | Munuera Montero |

|                            |           |  |
| Correa 18’ Diego Costa 68’ | Marcatori |  |

| Arbitro: | Mateu Lahoz |

|  |           |             |
|  | Marcatori | 27’ Gameiro |

#### Girone di ritorno
| Arbitro: | de Burgos Bengoetxea |

|               |           |           |
| Griezmann 34’ | Marcatori | 74’ Portu |

| Arbitro: | Álvarez Izquierdo |

|                                        |           |  |
| Griezmann 61’ F. Torres 73’ Thomas 88’ | Marcatori |  |

| Arbitro: | Iglesias Villanueva |

|            |           |  |
| Correa 59’ | Marcatori |  |

| Arbitro: | Sánchez Martínez |

|  |           |              |
|  | Marcatori | 1’ Griezmann |

| Arbitro: | González González |

|                             |           |  |
| Gameiro 68’ Diego Costa 79’ | Marcatori |  |

| Arbitro: | Martínez Munuera |

|                        |           |                                                         |
| Sarabia 85’ Nolito 89’ | Marcatori | 29’ Diego Costa 42’, 51’ (rig.), 81’ Griezmann 65’ Koke |

| Arbitro: | Estrada Fernández |

|                              |           |  |
| Griezmann 26’, 35’, 56’, 67’ | Marcatori |  |

| Arbitro: | Gil Manzano |

|           |           |  |
| Messi 26’ | Marcatori |  |

| Arbitro: | Alberola Rojas |

|                                     |           |  |
| Griezmann 44’ Vitolo 56’ Correa 63’ | Marcatori |  |

| Arbitro: | Fernández Borbalán |

|                      |           |                      |
| Enes Ünal 82’, 90+1’ | Marcatori | 20’ (rig.) Griezmann |

| Arbitro: | Trujillo Suárez |

|                    |           |  |
| Gameiro 34’ (rig.) | Marcatori |  |

| Arbitro: | Estrada Fernández |

|             |           |               |
| Ronaldo 53’ | Marcatori | 57’ Griezmann |

| Arbitro: | Gil Manzano |

|                                        |           |  |
| Correa 33’ Griezmann 48’ F. Torres 77’ | Marcatori |  |

| Arbitro: | Alberola Rojas |

|                                  |           |  |
| Willian J. 27’ Juanmi 80’, 90+2’ | Marcatori |  |

| Madrid 22 aprile 2018, ore 20:45 CEST 34ª giornata | Atlético Madrid  | 0 – 0 referto | Real Betis | Wanda Metropolitano (54 594 spett.)\| Arbitro: \| Martínez Munuera \| |
| Arbitro:                                           | Martínez Munuera |               |            |                                                                       |

| Arbitro: | Fernández Borbalán |

|  |           |                    |
|  | Marcatori | 78’ (rig.) Gameiro |

| Arbitro: | Munuera Montero |

|  |           |                                    |
|  | Marcatori | 53’ (aut.) Savić 77’ Léo Baptistão |

| Arbitro: | Alberola Rojas |

|  |           |         |
|  | Marcatori | 8’ Koke |

| Arbitro: | Álvarez Izquierdo |

|                    |           |                   |
| F. Torres 42’, 60’ | Marcatori | 35’ Kike 70’ Peña |

### Coppa Del Re
| Arbitro: | Estrada Fernández |

|                 |           |            |
| Lolo 52’ (rig.) | Marcatori | 17’ Thomas |

| Arbitro: | Medié Jiménez |

|                                |           |  |
| Giménez 31’ F. Torres 33’, 68’ | Marcatori |  |

| Arbitro: | de Burgos Bengoetxea |

|  |           |                                                         |
|  | Marcatori | 33’ Godín 37’ F. Torres 69’ Diego Costa 90+2’ Griezmann |

| Arbitro: | Alberola Rojas |

|                                     |           |  |
| Carrasco 57’ Gameiro 74’ Vitolo 81’ | Marcatori |  |

| Arbitro: | Jaime Latre |

|                 |           |                         |
| Diego Costa 73’ | Marcatori | 80’ Navas 88’ J. Correa |

| Arbitro: | Hernández Hernández |

|                                                |           |               |
| Escudero 1’ Éver Banega 48’ (rig.) Sarabia 79’ | Marcatori | 13’ Griezmann |

### UEFA Champions League

#### Fase a gironi
| Roma 12 settembre 2017, ore 20:45 CEST 1ª giornata - Gruppo C | Roma  | 0 – 0 referto | Atlético Madrid | Olimpico (36 064 spett.)\| Arbitro: \| Mažić \| |
| Arbitro:                                                      | Mažić |               |                 |                                                 |

| Arbitro: | Çakır |

|                      |           |                            |
| Griezmann 40’ (rig.) | Marcatori | 60’ Morata 90+3’ Batshuayi |

| Baku 18 ottobre 2017, ore 18:00 CEST 3ª giornata - Gruppo C | Qarabağ | 0 – 0 referto | Atlético Madrid | Tofiq Bahramov (47 923 spett.)\| Arbitro: \| Buquet \| |
| Arbitro:                                                    | Buquet  |               |                 |                                                        |

| Arbitro: | Aytekin |

|            |           |            |
| Thomas 56’ | Marcatori | 40’ Míchel |

| Arbitro: | Kuipers |

|                           |           |  |
| Griezmann 69’ Gameiro 85’ | Marcatori |  |

| Arbitro: | Makkelie |

|                  |           |          |
| Savić 75’ (aut.) | Marcatori | 56’ Saúl |

### UEFA Europa League

#### Fase a eliminazione diretta
| Arbitro: | Kul'bakoŭ |

|             |           |                                               |
| Fischer 15’ | Marcatori | 21’ Saúl 37’ Gameiro 71’ Griezmann 77’ Vitolo |

| Arbitro: | Mažeika |

|            |           |  |
| Gameiro 7’ | Marcatori |  |

| Arbitro: | Kehlet |

|                                   |           |  |
| Saúl 22’ Diego Costa 47’ Koke 90’ | Marcatori |  |

| Arbitro: | Soares Dias |

|           |           |                                                             |
| Rybus 20’ | Marcatori | 16’ Correa 47’ Saúl 65’ (rig.), 70’ F. Torres 85’ Griezmann |

| Arbitro: | Karasëv |

|                       |           |  |
| Koke 1’ Griezmann 40’ | Marcatori |  |

| Arbitro: | Mažić |

|             |           |  |
| Montero 28’ | Marcatori |  |

| Arbitro: | Turpin |

|               |           |               |
| Lacazette 61’ | Marcatori | 82’ Griezmann |

| Arbitro: | Rocchi |

|                   |           |  |
| Diego Costa 45+2’ | Marcatori |  |

| Arbitro: | Kuipers |

|  |           |                             |
|  | Marcatori | 21’, 49’ Griezmann 89’ Gabi |

## Statistiche

### Statistiche di squadra
| Competizione     | Punti | In casa | In casa | In casa | In casa | In casa | In casa | In trasferta | In trasferta | In trasferta | In trasferta | In trasferta | In trasferta | Totale | Totale | Totale | Totale | Totale | Totale | DR  |
| Competizione     | Punti | G       | V       | N       | P       | Gf      | Gs      | G            | V            | N            | P            | Gf           | Gs           | G      | V      | N      | P      | Gf     | Gs     | DR  |
| ---------------- | ----- | ------- | ------- | ------- | ------- | ------- | ------- | ------------ | ------------ | ------------ | ------------ | ------------ | ------------ | ------ | ------ | ------ | ------ | ------ | ------ | --- |
| Liga             | 79    | 19      | 12      | 6       | 1       | 30      | 8       | 19           | 11           | 4            | 4            | 28           | 14           | 38     | 23     | 10     | 5      | 58     | 22     | +36 |
| Coppa del Re     | -     | 3       | 2       | 0       | 1       | 7       | 2       | 3            | 1            | 1            | 1            | 6            | 4            | 6      | 3      | 1      | 2      | 13     | 6      | +7  |
| Champions League | 7     | 3       | 1       | 1       | 1       | 4       | 3       | 3            | 0            | 3            | 0            | 1            | 1            | 6      | 1      | 4      | 1      | 5      | 4      | +1  |
| Europa League    | -     | 4       | 4       | 0       | 0       | 7       | 0       | 4            | 2            | 1            | 1            | 10           | 4            | 9      | 7      | 1      | 1      | 20     | 4      | +16 |
| Totale           | 86    | 29      | 19      | 7       | 3       | 48      | 13      | 29           | 14           | 9            | 6            | 45           | 23           | 59     | 34     | 17     | 9      | 96     | 36     | +60 |

### Andamento in campionato
| Giornata  | 1 | 2 | 3 | 4 | 5 | 6 | 7 | 8 | 9 | 10 | 11 | 12 | 13 | 14 | 15 | 16 | 17 | 18 | 19 | 20 | 21 | 22 | 23 | 24 | 25 | 26 | 27 | 28 | 29 | 30 | 31 | 32 | 33 | 34 | 35 | 36 | 37 | 38 |
| --------- | - | - | - | - | - | - | - | - | - | -- | -- | -- | -- | -- | -- | -- | -- | -- | -- | -- | -- | -- | -- | -- | -- | -- | -- | -- | -- | -- | -- | -- | -- | -- | -- | -- | -- | -- |
| Luogo     | T | T | T | C | T | C | T | C | T | C  | T  | C  | T  | C  | T  | C  | T  | C  | T  | C  | C  | C  | T  | C  | T  | C  | T  | C  | T  | C  | T  | C  | T  | C  | T  | C  | T  | C  |
| Risultato | N | V | N | V | V | V | N | N | V | N  | V  | N  | V  | V  | V  | V  | P  | V  | V  | N  | V  | V  | V  | V  | V  | V  | P  | V  | P  | V  | N  | V  | P  | N  | V  | P  | V  | N  |
| Posizione | 8 | 4 | 6 | 5 | 3 | 2 | 4 | 4 | 4 | 4  | 4  | 4  | 3  | 3  | 3  | 2  | 2  | 2  | 2  | 2  | 2  | 2  | 2  | 2  | 2  | 2  | 2  | 2  | 2  | 2  | 2  | 2  | 2  | 2  | 2  | 2  | 2  | 2  |

Legenda:

Luogo: C = Casa; T = Trasferta. Risultato: V = Vittoria; N = Pareggio; P = Sconfitta.

### Statistiche dei giocatori
In corsivo i calciatori che hanno lasciato la squadra a stagione in corso.
| Giocatore     | Primera División | Primera División | Primera División | Primera División | Coppa di Spagna | Coppa di Spagna | Coppa di Spagna | Coppa di Spagna | Champions League + Europa League | Champions League + Europa League | Champions League + Europa League | Champions League + Europa League | Totale   | Totale | Totale      | Totale     |
| Giocatore     | Presenze         | Reti             | Ammonizioni      | Espulsioni       | Presenze        | Reti            | Ammonizioni     | Espulsioni      | Presenze                         | Reti                             | Ammonizioni                      | Espulsioni                       | Presenze | Reti   | Ammonizioni | Espulsioni |
| ------------- | ---------------- | ---------------- | ---------------- | ---------------- | --------------- | --------------- | --------------- | --------------- | -------------------------------- | -------------------------------- | -------------------------------- | -------------------------------- | -------- | ------ | ----------- | ---------- |
| Augusto       | 5                | 0                | 1                | 0                | 4               | 0               | 0               | 0               | 1+-                              | 0+-                              | 0+-                              | 0+-                              | 10       | 0      | 1           | 0          |
| Y. Carrasco   | 17               | 3                | 3                | 0                | 5               | 1               | 1               | 0               | 5+1                              | 0+0                              | 0+0                              | 0+0                              | 28       | 4      | 4           | 0          |
| Á. Correa     | 37               | 8                | 3                | 1                | 4               | 0               | 1               | 0               | 6+9                              | 0+1                              | 0+2                              | 0+0                              | 56       | 9      | 6           | 1          |
| Diego Costa   | 15               | 3                | 6                | 1                | 3               | 2               | 0               | 0               | -+5                              | -+2                              | -+1                              | -+0                              | 23       | 7      | 7           | 1          |
| Filipe Luís   | 20               | 1                | 4                | 0                | 0               | 0               | 0               | 0               | 6+2                              | 0+0                              | 1+0                              | 0+0                              | 28       | 1      | 5           | 0          |
| Gabi          | 34               | 0                | 7                | 0                | 3               | 0               | 1               | 0               | 5+8                              | 0+1                              | 0+1                              | 0+0                              | 50       | 1      | 9           | 0          |
| K. Gameiro    | 25               | 7                | 0                | 0                | 3               | 1               | 0               | 0               | 3+5                              | 1+2                              | 0+0                              | 0+0                              | 36       | 11     | 0           | 0          |
| J. M. Giménez | 23               | 1                | 6                | 0                | 3               | 1               | 1               | 0               | 4+7                              | 0+0                              | 0+0                              | 0+0                              | 37       | 2      | 7           | 0          |
| D. Godín      | 30               | 0                | 6                | 0                | 3               | 1               | 0               | 0               | 4+8                              | 0+0                              | 0+0                              | 0+0                              | 45       | 1      | 6           | 0          |
| A. Griezmann  | 32               | 19               | 6                | 1                | 3               | 2               | 0               | 0               | 6+8                              | 2+6                              | 1+0                              | 0+0                              | 49       | 29     | 7           | 1          |
| C. Isaac      | 1                | 0                | 1                | 0                | 0               | 0               | 0               | 0               | -                                | -                                | -                                | -                                | 1        | 0      | 1           | 0          |
| Juanfran      | 17               | 0                | 3                | 0                | 3               | 0               | 0               | 0               | 3+7                              | 0+0                              | 0+0                              | 0+0                              | 30       | 0      | 3           | 0          |
| Keidi         | 0                | 0                | 0                | 0                | 1               | 0               | 0               | 0               | -                                | -                                | -                                | -                                | 1        | 0      | 0           | 0          |
| Koke          | 35               | 4                | 3                | 0                | 3               | 0               | 0               | 0               | 4+9                              | 0+2                              | 0+1                              | 0+0                              | 51       | 6      | 4           | 0          |
| Lucas         | 27               | 0                | 6                | 1                | 6               | 0               | 0               | 0               | 3+8                              | 0+0                              | 1+1                              | 0+0                              | 44       | 0      | 8           | 1          |
| A. Montoro    | 0                | 0                | 0                | 0                | 1               | 0               | 0               | 0               | -                                | -                                | -                                | -                                | 1        | 0      | 0           | 0          |
| M. Moyà       | 0                | -0               | 0                | 0                | 6               | -6              | 0               | 0               | 0+1                              | -0+-1                            | 0+0                              | 0+0                              | 7        | -7     | 0           | 0          |
| T. Moya       | 1                | 0                | 0                | 0                | 1               | 0               | 0               | 0               | -                                | -                                | -                                | -                                | 2        | 0      | 0           | 0          |
| Nico Gaitán   | 6                | 0                | 0                | 0                | 2               | 0               | 0               | 0               | 4+1                              | 0+0                              | 0+0                              | 0+0                              | 13       | 0      | 0           | 0          |
| J. Oblak      | 37               | -22              | 1                | 0                | 0               | 0               | 0               | 0               | 6+6                              | -4+-2                            | 0+1                              | 0+0                              | 49       | -28    | 2           | 0          |
| A. Sané       | 1                | 0                | 0                | 0                | 0               | 0               | 0               | 0               | -                                | -                                | -                                | -                                | 1        | 0      | 0           | 0          |
| Saúl          | 36               | 2                | 9                | 0                | 5               | 0               | 2               | 0               | 6+9                              | 1+3                              | 0+3                              | 0+0                              | 56       | 6      | 14          | 0          |
| S. Savić      | 27               | 0                | 6                | 0                | 3               | 0               | 0               | 0               | 3+3                              | 0+0                              | 0+1                              | 1+0                              | 36       | 0      | 7           | 1          |
| Sergi         | 0                | 0                | 0                | 0                | 2               | 0               | 0               | 0               | -+2                              | -+0                              | -+0                              | -+0                              | 4        | 0      | 0           | 0          |
| Thomas        | 33               | 3                | 6                | 0                | 3               | 1               | 0               | 0               | 6+8                              | 1+0                              | 1+0                              | 0+0                              | 50       | 5      | 7           | 0          |
| F. Torres     | 27               | 5                | 2                | 0                | 6               | 3               | 1               | 0               | 5+7                              | 0+2                              | 1+1                              | 0+0                              | 45       | 10     | 5           | 0          |
| L. Vietto     | 6                | 0                | 1                | 0                | 2               | 0               | 0               | 0               | 2+-                              | 0+-                              | 0+-                              | 0+-                              | 10       | 0      | 1           | 0          |
| Vitolo        | 14               | 1                | 1                | 1                | 3               | 1               | 0               | 0               | -+6                              | -+1                              | -+0                              | -+0                              | 23       | 3      | 1           | 1          |
| Š. Vrsaljko   | 21               | 0                | 7                | 0                | 3               | 0               | 0               | 0               | 1+4                              | 0+0                              | 0+1                              | 0+1                              | 29       | 0      | 8           | 1          |
| A. Werner     | 1                | -0               | 0                | 0                | 0               | -0              | 0               | 0               | 0+2                              | 0+-1                             | 0+0                              | 0+0                              | 3        | -1     | 0           | 0          |